# 維拉科查山
12°1′43″S 75°43′13″W / 12.02861°S 75.72028°W
維拉科查山（Wiraqucha），是秘魯的山峰，位於該國中部胡寧大區的豪哈省，處於利亞克薩科查湖和曼卡科查湖以東、查爾瓦科查湖以南，屬於安第斯山脈的一部分，海拔高度4,687米。